# مارون‌ها
مارون‌ها (انگلیسی: Maroons) از نوادگان آفریقایی‌ها در قاره آمریکا و جزایر اقیانوس هند هستند که از بردگی، از طریق فرار یا رهاسازی گریختند و شهرک‌های خود را تشکیل دادند. آنها اغلب با مردم بومی مخلوط شدند و در نهایت به فرهنگ‌های کرئول مجزا، مانند گاریفونا و ماسکوگوس، تبدیل شدند.

## ریشه‌شناسی
مارون، که می‌تواند احساس کلی‌تری از رها شدن بدون منابع داشته باشد، در حدود دهه ۱۵۹۰ از صفت فرانسوی maron، به معنای «وحشی» یا «فراری» وارد انگلیسی شد.  علیرغم املای مشابه، معنای «قهوه‌ای مایل به قرمز» برای رنگ قهوه‌ای تا اواخر دهه ۱۷۰۰ ظاهر نشد، که شاید تحت تأثیر ایده مردمان مارون بوده باشد.

## تاریخچه

### در دوران استعمار
در جهان جدید، در اوایل سال ۱۵۱۲، بردگان آفریقایی از دست اسیرکنندگان اسپانیایی فرار کردند، به مردم بومی پیوستند یا به تنهایی امرار معاش کردند. اولین شورش بردگان در جمهوری دومینیکن امروزی در مزارع شکر متعلق به دریاسالار دیگو کلمبوس در ۲۶ دسامبر ۱۵۲۲ رخ داد که به طرز وحشیانه ای توسط دریاسالار سرکوب شد.

## در عصر مدرن
بقایای جوامع مارون در کارائیب سابق اسپانیا، از جمله در وینالس، کوبا، و اجونتاس، پورتوریکو. تا سال ۲۰۰۶ باقی ماندند.